# Браго Євген Миколайович
Євген Миколайович Браго (рос. Евгений Николаевич Браго; 1 березня 1929, Москва, РРФСР, СРСР — 13 травня 2024) — радянський академічний веслувальник, срібний призер Олімпійських ігор. Триразовий чемпіон Європи. П'ятиразовий чемпіон СРСР. Заслужений майстер спорту СРСР.
Згодом — російський науковець, доктор технічних наук. Дійсний член Міжнародної академії інформатизації (з 1996). Заслужений діяч науки Російської Федерації (1996), лауреат премії Уряду РФ в галузі науки і техніки (2002), лауреат премії ВАТ «Газпром» (1998), почесний нафтовик, почесний працівник вищої школи (1999), почесний газовик, почесний працівник паливно-енергетичного комплексу (1990).

## На Олімпійських іграх
У 1952 році на літніх Олімпійських іграх у Гельсінкі (Фінляндія) на змаганнях з академічного веслування посів друге місце у складі вісімки (з результатом 6:31.2).
Чемпіон Європи 1953—1955 років з академічного веслування у складі вісімки. Чемпіон СРСР з академічного веслування у складі четвірки зі стерновим (1951) й у складі вісімки (1952—1954, 1956).

## Наукова діяльність
У 1953 році закінчив Московський енергетичний інститут за спеціальністю «Техніка високих напруг», у 1958 році — аспірантуру Енергетичного інституту АН СРСР.
У 1953 році захистив кандидатську дисертацію в галузі газової електроніки при Енергетичному інституті АН СРСР; у 1979 році — докторську дисертацію на тему «Інформаційно-цифрові пристрої в нафтовій і газовій промисловості» при Московському інституті нафтохімічної і газової промисловості ім. І. М. Губкіна.
У 1982—1988 роках — декан факультету автоматики та обчислювальної техніки Московського інституту нафтохімічної і газової промисловості ім. І. М. Губкіна. У 1987—1999 роках — доцент, професор, завідувач кафедри автоматизації технологічних процесів. З 1999 року — професор кафедри автоматизації технологічних процесів.
Викладав у Зіґенському університеті (Німеччина: 1984, 1990, 1992).
Автор понад 200 опублікованих наукових праць. Підготував понад 40 кандидатів наук, був науковим консультантом 3 докторських дисертацій.